# 봉황정
봉황정은 대한민국 경기도 양평군 용문면 광탄리에 있다. 1986년 5월 30일 양평군의 향토유적 제24호로 지정되었다.

## 개요
봉황정은 서쪽산록의 자락이 동주(東走)하여 흑천(黑川)과 마주친 단애상에 건립되어 있다. 구전에 의하면 세조6년(1460) 대제학인 양성지가 단월면 보룡리 보산정에서 돌아온 황룡을 위로하고 오래 머물도록 하기 위하여 건립하였다고 하며, 정조 14년(1790)에 중건하였으나, 철종 1년(1850) 화재로 인해 소실되었고, 다시 1967년 남원양씨 종중에서 옛 규모대로 복원하였다.

## 참고 자료
- 봉황정 - 양평관광